# 에밀 브레이에
에밀 브레이에(Émile Bréhier, 1876년 4월 12일 ~ 1952년 2월 3일)은 프랑스의 철학자이다.

## 생애
1919년 소르본 대학 교수 취임. 주저에 "철학의 역사(Histoire de la Philosophie)"(전7권, 1926-1932년)등이 있다.
1928년 브뤼셀 강연에서 마치 물리학이나 수학에 "기독교적인 물리학" 및 "기독교 수학" 이 존재할 수 없는 것처럼, 과거의 기독교적 철학 (Philosophie Chrétienne)이라고 말해지는 것들은 존재하지 않으며 애초에 존재할 수도 없다고 주장하여 프랑스 철학계에 기독교철학 논쟁을 일으켰다. 이 주장에 강력히 반발한 신토마스주의자 자크 마리탱, 에티엔 질송등과 논쟁을 벌이고, 1931년 프랑스철학회에서의 논쟁을 정점으로 곧 논쟁자체는 자연소멸되어 갔다.